# Златоустовка (Криворожский район)
Златоу́стовка (укр. Златоустівка) — село,
Златоустовский сельский совет,
Криворожский район,
Днепропетровская область,
Украина.
Код КОАТУУ — 1221882401. Население по переписи 2001 года составляло 916 человек.
Является административным центром Златоустовского сельского совета, в который, кроме того, входят сёла
Андрусовка,
Каменское и
Новогригоровка.

## Географическое положение
Село Златоустовка находится на правом берегу реки Каменка,
на противоположном берегу — сёла Новогригоровка и Каменское.
По селу протекает пересыхающий ручей с запрудой.

## Происхождение названия
На территории Украины 2 населённых пункта с названием Златоустовка.

## История
- 1796 — дата основания как село Мирлиново.
- 1885 — переименовано в село Златоустовка.

Бывшая еврейская земледельческая колония Красный Кустарь (Червоный Кустарь) была включена в черту села Златоустовка.

## Экономика
- ЗАО «Бластко».
- ООО «АГ Импекс».
- ООО «Агро Групп».

## Объекты социальной сферы
- Школа.
- Детский сад.
- Дом культуры.
- Клуб.
- Фельдшерско-акушерский пункт.

## Достопримечательности
- Монумент жертвам фашизма на месте расстрела 540 жителей села.
- Братская могила советских воинов.

## Религия
- Храм во имя Иоанна Златоустого.